# Picnik
Picnik var en webbtjänst som tillhandahöll redigering av bilder online. Tjänsten stängdes den 19 april 2013.
Tjänsten är numera sammanslagen med Google och är det förhandsvalda verktyget för redigering av bilder upplagda via tjänsten Picasaweb.
Picnik hjälpte även Picmonkey som skulle kunna kallas för en kloning av Picnik.